# Stazione di Saluggia
Stazione di Saluggia vasútállomás Olaszországban, Saluggia településen.

## Vasútvonalak
Az állomást az alábbi vasútvonalak érintik:
- Torino–Milánó-vasútvonal

## Kapcsolódó állomások
A vasútállomáshoz az alábbi állomások vannak a legközelebb:
- Stazione di Torrazza Piemonte
- Stazione di Sant’Antonino di Saluggia